# Dimerandra emarginata
Dimerandra emarginata é uma espécie de planta do gênero Dimerandra e da família Orchidaceae.  O gênero Dimerandra sempre foi reconhecido com apenas 1 (Dimerandra emarginata) ou 2 (+Dimerandra stenopetala) no Neotrópico. A revisão de Siegerist (1986) adicionou vários táxons separados desses. Entretanto todas essas espécies foram descritas com base em minúsculas diferenças nos labelos, e correspondem a materiais extra-brasileiros. Por essa razão, no Brasil reconhece-se a presença de uma única espécie.  

## Taxonomia
A espécie foi descrita em 1934 por Frederico Carlos Hoehne. 
Os seguintes sinônimos já foram catalogados:  
- Oncidium emarginatum  G.Mey.
- Caularthron umbellatum  Raf.
- Dimerandra carnosiflora  Siegerist
- Dimerandra elegans  (Focke) Siegerist
- Dimerandra emarginata alba  L.C.Menezes
- Dimerandra isthmii  Schltr.
- Dimerandra lamellata  (Westc. ex Lindl.) Siegerist ex C.W.Ham.
- Dimerandra latipetala  Siegerist
- Dimerandra major  Schltr.
- Dimerandra rimbachii  (Schltr.) Schltr.
- Dimerandra stenopetala  (Hook.) Schltr.
- Dimerandra tenuicaulis  (Rchb.f.) Siegerist
- Epidendrum lamellatum  Westc. ex Lindl.
- Epidendrum rimbachii  Schltr.
- Epidendrum stenopetalum  Hook.
- Epidendrum stenopetalum tenuicaule  Rchb.f.
- Isochilus elegans  Focke

## Forma de vida
É uma espécie epífita e herbácea. 

## Descrição
Erva epífita, de 20-40 centímetros de altura. Caules engrossados, cilíndricos, com entrenós mais próximos perto do ápice. Ela tem folhas alternas 5-12 x 0,9-1,1 centímetros. Inflorescência fasciculata, flores produzidas em sucessão. Ela tem flores de pétalas e sépalas rosa e labelo rosa com uma mancha branca na base, sétalas de 14-19 x 4-6 milímetros, sepala dorsal aguda, laterais oblíquas acuminadas, pétalas 13-19 x 8-10 milímetros, obovais a elíptico-lanceoladas, labelo de 12-20 x 11-15 milímetros, adnado à base da coluna, oboval com a base cuneiforme, ápice emarginado, calo do labelo 3 lamelas, coluna cilíndrica, rosa, terminando com duas projeções do clinándrio rosa ao lado da antera, polínias 4. 
 

## Conservação
A espécie faz parte da Lista Vermelha das espécies ameaçadas do estado do Espírito Santo, no sudeste do Brasil. A lista foi publicada em 13 de junho de 2005 por intermédio do decreto estadual nº 1.499-R. 

## Distribuição
A espécie é encontrada nos estados brasileiros de Alagoas, Amazonas, Amapá, Bahia, Ceará, Espírito Santo, Maranhão, Pará, Paraíba , Pernambuco, Roraima e Sergipe. 
A espécie é encontrada nos  domínios fitogeográficos de Floresta Amazônica e Mata Atlântica, em regiões com vegetação de mata ciliar, mata de igapó, floresta de terra firme, floresta de inundação, floresta estacional decidual, floresta estacional semidecidual e floresta ombrófila pluvial.